# Укрнефтехимпроект
«Укрнефтехимпроект» (укр. Укрнафтохімпроект) — украинский институт по проектированию нефтеперерабатывающих и нефтехимических предприятий; занимается разработкой проектно-сметной, конструкторской документации, проведением инженерно-геологических и топограф-геодезических работ для капитального строительства, реконструкцией, расширением и технического переоснащения предприятий нефтеперерабатывающей и нефтехимической промышленности, а также объектов промышленного назначения Украины, Российской Федерации, республики Беларусь и других стран.

## История создания института
- 1958 год — приказ Государственной плановой комиссии УССР о привлечении института «Укргипрошахт» к выполнению научно-исследовательских и проектно-изыскательских работ для предприятий нефтяной, нефтеперерабатывающей и газовой промышленности. Постановлением Совета Министров УССР от 11.06.1959 «Укргипрошахт» преобразован в «УкрНИИпроект»;
- 1963 год — в связи с изменением структуры управления промышленностью СССР нефтяной профиль был вынесен из состава «УкрНИИпроекта». На базе подразделений нефтяного профиля и Львовского филиала института был образован украинский научно-исследовательский и проектно-конструкторский институт нефтяной и нефтеперерабатывающей промышленности «УкрНИИгипронефть»;
- 1966 год — в связи с разделением Министерства нефтяной промышленности на Министерство добычи нефти и газа и Министерство нефтеперерабатывающей промышленности был образован институт по переработке нефти и нефтехимии «ВНИИПКнефтехим»;
- 1982 год — приказ Миннефтехимпрома о создании на базе института «ВНИИПКнефтехим» — НПО малотоннажных смазочных материалов «МАСМА»;
- 1992 год — реорганизация НПО «МАСМА» и создание отдельного проектно-конструкторского института «Укргипронефтехим» с непосредственным подчинением Госхимпрому Украины;
- 1994 год — корпоратизация и акционирование. Приказом «Госкомнефтегаз» учреждается ОАО «Укрнефтехимпроект», ставшее правопреемником института «Укргипронефтехим».

## Деятельность института
С 2000 года институт приступил к реорганизации своей традиционной проектной структуры в современную инжиниринговую компанию. С этой целью были установлены прямые корпоративные связи с ведущими фирмами РФ и Украины — научно-производственной компанией «Кедр-89», машиностроительными заводами «Пензхиммаш» и «Пензкомпрессормаш», а также научно-исследовательским институтом «УкрНИИхиммаш», г.Харьков.

Установлены прямые контакты на уровне хозяйствующих субъектов с ведущими мировыми разработчиками базовых технологий — компаниями «ABB ЛУМУС ГЛОБАЛ», «Shell», «Parsons E&K»,"UOP", «AXENS». В этот же период, в структуре института были созданы новые подразделения — отдел пусконаладочных работ, отдел по проектированию печей, отдел автоматизации проектных работ.

## Структура предприятия
АО «Укрнефтехимпроект» имеет головной офис в г.Киеве и 4 филиала в г.Львове, г.Харькове, г.Северодонецке и г.Херсоне.